# Iarovsxina
Iarovsxina (en rus: Яровщина) és un poble de l'óblast de Kaluga, a Rússia, que en el cens del 2010 tenia 87 habitants, pertany al districte de Jizdra.